# Ordre de Vallombreuse
L'ordre de Vallombreuse (en latin : Congregatio Vallis Umbrosae Ordinis Sancti Benedicti) est un ordre monastique de droit pontifical membre de la confédération bénédictine.

## Historique

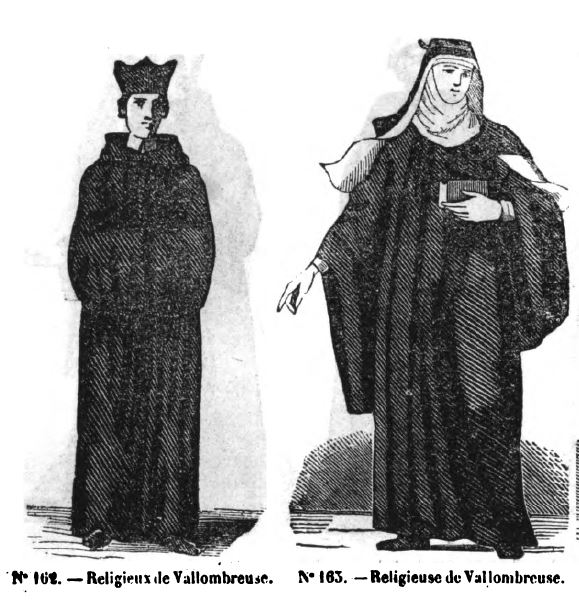
Religieux et religieuses Vallombrosains (cf. Dictionnaire des ordres religieux).

La congrégation religieuse des Vallombrosains ou Vallombrosiens a été fondée en Italie à Vallombreuse, frazione de Reggello, en 1039 par saint Jean Gualbert (v. 995-1073), religieux italien. Elle a été approuvée par le pape en 1070.
Ordre contemplatif, il a adopté la Règle de saint Benoît (bénédictin), interprétée de manière plus austère.
Jean Gualbert fait observer la Règle de saint Benoît dans toute sa rigueur, il fait habiller les religieux d'une étoffe grise, ce qui les fit appeler les Moines gris pendant les quatre premiers siècles de leur établissement. Les religieux de Vallombreuse ont été les premiers de l'ordre de Saint-Benoît à admettre des frères convers,
Se rendant, en 1073, à Passignano, pour visiter ce monastère, Jean Gualbert tombe malade et meurt. Il avait proposé que Rodolphe, abbé de Moscheto, lui succède ; les religieux suivent son souhait et Rodolphe obtient du pape Grégoire VII la confirmation de cet ordre et de ses privilèges. Le bienheureux Rustique de Florence lui succède en 1076, et celui-ci a pour successeur le bienheureux Erizzo de Florence, en 1092. 
L’ordre, dès le premier siècle de sa création, compte plus de cinquante abbayes. La plupart des monastères sont italiens mais il en existe quelques-uns en France, dont l'abbaye Saint-Pierre de Chezal-Benoît. En 1225, la communauté compte soixante-dix-neuf abbayes, vingt-neuf prieurés, neuf établissements féminins, dix-sept hôpitaux.
Jean Gualbert a été canonisé en 1193.
Le monastère principal, l'abbaye de Vallombrosa, a été édifiée en 1038 dans le Pratomagno et a été étendu autour de l'an 1450, atteignant son aspect actuel à la fin du XVe siècle. 
Aujourd'hui, les Vallombrosains comptent sept monastères et figurent parmi les 21 congrégations bénédictines faisant partie de la confédération bénédictine de l'Ordre de Saint-Benoît.